# Црква Светог пророка Илије у Прњавору
Црква Светог пророка Илије у Прњавору је подигнута 1909. године као задужбина шабачког трговца Мијаила и његове супруге Драге Самуровић. Црква припада Епархији шабачкој Српске православне цркве. У црквеној порти се налази спомен-капела са костурницом са посмртним остацима пострадалих житеља Прњавора од стране Аустроугара, на почетку Првог светског рата, подигнута 1922. године и спомен бисте краља Александра I Карађорђевића и др Арчибалта Рајса, које су откривене 1994. године.

## Прошлост
Прва знана црква је била дрвена, покривена шиндром, чији је олтар био одвојен липовим даскама. Поседовала је више старих икона и дрвену крстионицу, док је звонара била постављена на четири стуба и имала мало звоно. Она се први пут помиње 1735. године, када је капетан Трифун Исаковић почео да гради нову цркву која је била много већа од претходне. Била је сазидана од ћерпича и покривена храстовом шиндром. Није била у потпуности завшена, а од ивентара је имала сано неке из претходне цркве. Даља њена судбина није позната, претпоставља се да је запаљена од стране Турака.
До подизање садашње цркве 1909. године парохијска црква за Прњавор је био манастир Чокешина.

## Подизање цркве
На збору грађана одржаном 18. децембра 1905. године прочитано је писмо шабачког трговца Мијаила Самуровића, родом из Прњавора, са његовом жељом да у родном месту подигне цркву. Пошто је желео да црква буде поред школе откупио је плац од породице која је ту живела, обезбедио јој дупло више земље и озидао нову кућу, на другом месту. Пре градње саме цркве, у току 1906. године допремљен је сав грађевински материјал и мајстори. 
Радови су отпочели с почетком 1907. године и упоредо је у порти подигнут дом са три просторије, шупа и бунар са ђермом 

## Изглед цркве
Црква је подигнута у византијском стилу, са осмоуглим кубетом и четвороуглим торњем на којима су постављени позлаћени крстови. Црква је дугачка 22 метра, широка 7,50  метара и висока 10 метара, са торњем 33 метра. Црква је имала три звона и унутрашњост је била украшена позлаћеним иконостасом и молерајем.
Црква је била опремљена свим богослужбеним предметима и мобилијаром. Коначно је завршена и освештана на Светог Илију 1909. године.

## Страдања у ратовима
Нападом и форсирањем Дрине од стране девете дивизије аустроугарске армије, црква дели судбину Прњавора у времену од 12. до 19. августа 1914. године. Тада су извршени нечувени злочини кроз паљење, рушење и пљачку места, док је становништво живо спаљивано, клано и стрељано. О тим злочинима посведочио је др Арчибалт Рајс, који је дошао на позив Владе краљевине Србије да се увери и потврди зверства.
Код цркве је порушен торањ гранатирањем са Дрине, однесена су сва три звона, позлаћени кст са јабуком и све остали вредни предмети, док су запаљени летопис, архива и књижница.
По завршетку рата, 1920. године донесена је одлука о подизању споменика пострадалим грађанима Прњавора и скупљању костију из разних гробница на једно место, у порти цркве. Спомен капела са костурницом је завршена и освештана 5. новембра 1922. године.
Радови на обнови су после скупљања средстава почели су априла 1928. године, када је подигнут торањ, само нешто мањи.
У Другом светском рату, црква је поново страдала, нарочито за време акције одмазде немачке казнене експедиције, у јесен 19941. године, када су у њој четири дана било затворено 400 грађана Прњавора. Одатле су их водили на стрељање, док су преживеле одвели у заробљеништво. После тога црква је претворена у коњушарницу, о чему сведоче гвоздени клинови забодени у зидове с десне стране испод спомен плоче, док су сви важнији предмети избачени или полупани. 
Тек 1954. године су се стекли услови, тако да је поправљен кров који је прокишњавао, црква измалтерисана и окречена споља. 